# オイルステイン
オイルステインとは、屋内外の木部に使用し、塗膜を作らない含浸し着色する塗料のこと。着色剤である。
低粘度、液状で、刷毛などで塗布し木材に浸透し着色することができる（木部用着色剤）。
着色剤であるため、物性を出すためには上塗り塗料の塗布が必要である。
木地に浸透させる必要があるため、ペンキやニスの上からは、塗装できない。
木部保護着色剤も本品に含まれることもあるが、本項目では、室内用オイルステインのみとする。

## 使用目的
- 美観

## 主成分
- 塗膜形成成分　樹脂（アクリル・ウレタン・アルキド・ボイル油・天然油脂等）
- 添加剤(顔料分散剤、防かび剤、金属ドライヤー等)
- 溶剤、水（流動性の調整）
- 顔料・染料（着色の為）

　染料は顔料に比べて退色性が悪いが、鮮映性に優れる。

## 代表的な製品
- オイルステイン（大谷塗料・アサヒペン・カンペハピオ・和信ペイント・日本ペイント等）
- 水性オイルステイン（大谷塗料・和信ペイント）